# Jonidel Mendoza
Jonidel Mendoza (Maturín, estado Monagas, Venezuela, 1975) es un artista plástico venezolano, residente en Seúl, Corea del Sur. Su obra se ha catalogado como figurativa y forma parte de importantes colecciones como el Museo de Arte Contemporáneo de Maracay Mario Abreu (Venezuela), Jonathan Dodd (Estados Unidos), Kim Chang-il (Corea del Sur), Christie´s Collection Office (Corea del Sur), Colección Presidencial Gráficas Venezolanas, Fundación Banco Industrial de Venezuela, entre otras.

## Biografía
Entre 1995 y 1997 estudia en su ciudad natal, Maturín, estado Monagas en la Escuela Técnica de Artes Plásticas Eloy Palacios (ETAPEP). En 1998 se traslada a Caracas y continúa su formación en el Instituto Universitario de Estudios Superiores de Artes Plásticas Armando Reverón (IUESAPAR). 
Su primera estancia en Seúl, Corea del Sur, la realiza entre 2006 a 2007. Regresa a Caracas, realiza varias exposiciones, y es en 2013 cuando decide residenciarse definitivamente en Seúl donde desarrolla sus proyectos internacionales. 

## Obra
Jonidel Mendoza inicia su labor artística en la pintura y el dibujo, para luego trabajar con nuevos medios mixtos, es decir, con materiales usualmente reacios como fibra de vidrio industrial, láminas de aluminio microperforadas, mallas metálicas, cable, placas metálicas y tela.
Su obra se construye a partir del vacío (el espacio). Dibuja en el espacio seres que aparecen como cuerpos de alma y de luz. Sus recursos son la línea, el punto y la mancha elementos expresivos que trabaja con materiales industriales de diversa naturaleza. 

Jonidel Mendoza. Emanas entre la multitud y te cuelas en el translúcido silencio, 2013

El artista crea figuras ingrávidas de apariencia ligera por medio de materiales industriales. No obstante, utiliza recursos y técnicas propias de la escultura y el dibujo para crear piezas sutiles y aéreas. Un ejemplo de esto es la utilización de las mallas metálicas, para lograr mediante este material ligero, las transparencias. De este modo, la obra de Jonidel Mendoza "se centra fundamentalmente en la recuperación de la figura humana, no bajo la perspectiva copista de la misma, ni siquiera como posible retrato o reafirmación de una identidad, sino como esencia".

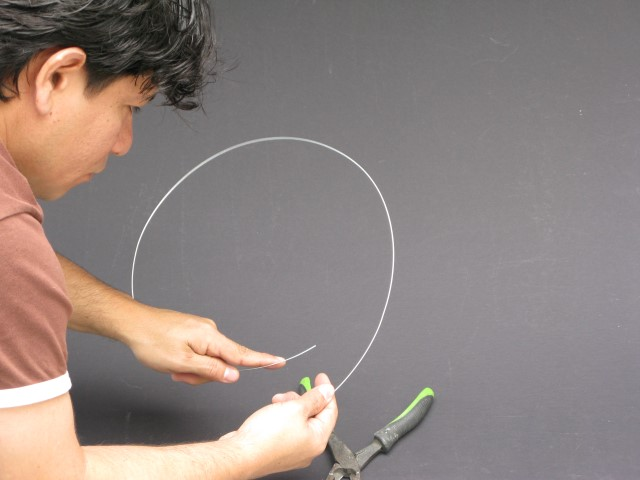
Jonidel Mendoza en su taller, Caracas, 2010

## Exposiciones individuales
- 1998   La otra piel. Galería de Arte Rocca Zamora, Escuela de Artes Plásticas Eloy Palacios, Maturín, estado Monagas.
- 2002   Develando seres. Sala Mariano Picón Salas, Universidad Central de Venezuela (ucv), Caracas.
- 2004   Formas de lo encubierto. Ateneo de Churuguara, estado Falcón.
- 2004   Piel tensa. Galería Artepuy, Caracas.
- 2007   Reflejo móvil. Gallery Bellarte, Seúl, Corea del Sur.
- 2010  Claroscuro. Gbgarts Galería, Caracas, Venezuela.
- 2011  Claroscuro. Art Nouveau Gallery, Miami, USA
- 2011  La multiplicidad de las sombras.  Art Nouveau Galería. Maracaibo, Venezuela

## Exposiciones colectivas (selección)
- 1999, 2001 y 2003  Salón Juan Lovera. Concejo Municipal de Caracas, Centro para las Artes Arturo Michelena, Fundación Banco Industrial de Venezuela.
- 2004   I Certamen Internacional de Pintura. Miradas de Hispanoamérica 2004. Maracaibo, estado Zulia.
- 2004   LXIV Salón Nacional de Arte Arturo Michelena. Ateneo de Valencia, estado Carabobo.
- 2005  VIII Salón Cantv Jóvenes con fia (Feria Iberoamericano Arte). Fundación Corp Group Centro Cultural, Caracas.
- 2006  Feria Internacional Art Miami 2006, xvi edición. Galería Artepuy. Miami Beach Convention Center, Miami, Estados Unidos.
- 2006   Korea International Art Fair 5th Edition kiaf. coex Pacific Hall, Seúl, Corea del Sur.
- 2006   Feria Internacional de Arte de Bogota Artbo, ii edición. Galería Artepuy. Cámara de Comercio de Bogotá, Colombia.
- 2006   V Bienal Internacional de Acuarela Ciudad Viña del Mar. Sala de Exposiciones del Casino de Viña del Mar, Chile.
- 2006   Bienal 63 Salón Arturo Michelena. Ateneo de Valencia, Venezuela.
- 2006   Auction 06 Contemporary Latin American Art. Museum of Latin American Art (Molaa), Long Beach, California,          Estados Unidos.
- 2006   Manif Seoul International Art Fair. Seoul Art Center (Hangaram Art Museum), Seúl, Corea del Sur.
- 2007   Feria Internacional Art Miami 2007, xvii edición. Galería Artepuy. Miami Beach Convention Center, Miami, Estados Unidos.
- 2007   Arteamericas The Latin Americas Art Fair. Galería Artepuy. Miami Beach Convention Center, Estados Unidos.
- 2007   Korea International Art Fair, 6th Edition kiaf. coex Pacific Hall, Seúl, Corea del Sur.
- 2008   Arteamericas The Latin Americas Art Fair. Galería Artepuy. Miami Beach Convention Center, Estados Unidos.
- 2008. Feria Latinoamericana de Arte Moderno y Contemporáneo de Nueva York, Pinta, Metropolitan Pavilion, ii Edition. Galería Artepuy. Estados Unidos.
- 2009   Arteamericas The Latin Americas Art Fair. Galería Artepuy. Miami Beach Convention Center, Estados Unidos.
- 2009   Pintores Noveles. Galería Fivars, Alicante, España.
- 2009   Feria Iberoamericana de Arte (fia). Galería Artepuy. Hotel Tamanaco Internacional, Caracas.
- 2009  Feria Latinoamericana de Arte Moderno y Contemporáneo de Nueva York, Pinta, Metropolitan Pavilion, III Edition. Galería Artepuy. Estados Unidos.
- 2010   Arteamericas The Latin Americas Art Fair. Galería Artepuy. Miami Beach Convention Center, Estados Unidos.
- 2011   Houston Fine Art. Art Nouveau Gallery,  Houston, USA
- 2011   PINTA Art Fair.  Art Nouveau Gallery,  NY, USA
- 2011   Feria Internacional Art Miami Galería ArtNouveau. Miami Beach Convention Center, Miami, Estados Unidos.
- 2012  Houston Fine Art. Art Nouveau Gallery,  Houston, USA
- 2012   Feria Iberoamericana de Arte (fia). Galería GBGARTS Hotel Tamanaco Internacional, Caracas.
- 2012   IAAF (Iberoamericana Art Fair)  Hangaram Art Museum, Seoul,  Corea del Sur
- 2012   Diálogos con el arte desde la Colección, Museo Contemporáneo de Caracas, Venezuela
- 2013   Houston Fine Art. Art Nouveau Gallery,  Houston, USA
- 2013   PINTA Art Fair.  Art Nouveau Gallery,  NY, USA.

## Ferias
- 2011: XX Feria Iberoamericana de Arte.
- 2012: Korea International Art Fair (KIAF).[5]
- 2012: Art Shangai.[6]

## Premios
Ha sido merecedor de reconocimientos como:
- 1997   Mención Honorífica. XVIII Salón de Arte 7 de Diciembre. Alcaldía de Maturín, estado Monagas.
- 1998   Primer Premio de Pintura. XVIII Salón de Pintura Ateneo de Carúpano. Estado Sucre.
- 1998   Premio Estímulo. XXVIII Salón Nacional de Arte Aragua. Museo de Arte Contemporáneo (Macma). Maracay, estado Aragua.
- 2000   Mención Honorífica. Premio Philips de Arte para Jóvenes Talentos. Galería de Arte, Universidad José María Vargas, Caracas.
- 2000   Mención Honorífica. XIX Premio Municipal de Artes Visuales. Salón Juan Lovera. Concejo del Municipio Bolivariano Libertador, Caracas.
- 2001   Gran Premio. X Salón de Artes Visuales Francisco Lazo Martí. Calabozo, estado Guárico.
- 2001   Premio de Dibujo Eduardo Lezama. VI Salón Regional de Jóvenes Artistas de Oriente. Barcelona, estado Anzoátegui.
- 2001   Premio para Joven Artista, menor de 35 años. XXVI Salón Nacional de Arte Aragua. Museo de Arte Contemporáneo Mario Abreu (Macma), Maracay, estado Aragua.
- 2002   Premio Joven Promesa. Asociación Venezolana de Artistas Plásticos (AVAP). Espacios expositivos de la AVAP, Caracas.
- 2002   Gran Premio. VII Salón Regional de Jóvenes Artistas de Oriente. Estado Anzoátegui.
- 2002   Premio CONAC. XI Bienal de Artes Visuales de Churuguara. Homenaje a Ulacio Sandoval. Estado Falcón.
- 2002   Premio de Estímulo Arte Real. III Salón Universitario de Arte. Galería de Arte Universitaria, Universidad Central de Venezuela (UCV), Caracas.
- 2003   Premio Bidimensional. XXXII Salón Premio Municipal de Artes Visuales Juan Lovera. Centro para las Artes Arturo Michelena, Fundación Banco Industrial, Caracas.
- 2004   Premio Mejor Artista Novel. I Certamen Internacional de Pintura. Miradas de Hispanoamérica 2004. Maracaibo, estado Zulia.
- 2004   Gran Premio Municipal. II Salón Municipal de Artes Visuales Santa Bárbara. Estado Monagas.
- 2005   Mención de Honor. VIII Salón CANTV Jóvenes con FIA. Fundación Corp Group Centro Cultural, Caracas.
- 2005: Gran Premio Municipal por la Fundación Corp Group Centro Cultural
- 2006   Mención de Honor. V Bienal Internacional de Acuarela Ciudad de Viña del Mar. Sala de Exposiciones del Casino de Viña del Mar, Chile.
- 2008   Premio Antonio Edmundo Monsanto. Bienal 64 Arturo Michelena. Ateneo de Valencia, Carabobo.